# Эмпель, Тулио Эдуардо
Тулио Эдуардо Эмпель (исп. Tulio Eduardo Hempel; 1813, Гера — 1892) — чилийский органист и музыкальный педагог немецкого происхождения.
Жил и работал в Чили с 1840 года, перебравшись из Германии по личным причинам. Первоначально занимался торговлей в Вальпараисо.
В 1853 г. перебрался в Сантьяго и начал преподавать в Национальной консерватории, в 1855—1857 и 1877—1886 гг. её директор. В 1877 г. начал читать первый в истории консерватории курс гармонии и контрапункта.
В 1860 г. выиграл у своего предшественника на посту директора консерватории Адольфа Дежардена конкурс на должность органиста Кафедрального собора Сантьяго, в 1874—1882 гг. капельмейстер собора. В 1868 г. дирижировал первым концертом учреждённого в Сантьяго музыкального общества «Орфеон».
В 1886 г. Национальный конгресс Чили назначил Эмпелю пенсию.